# Caradrina melanura
Caradrina melanura là một loài bướm đêm trong họ Noctuidae.